# Evropské sdružení volného obchodu

Bývalí a nynější členové Evropského sdružení volného obchodu

Evropské sdružení volného obchodu (ESVO, anglicky European Free Trade Association – EFTA) je mezinárodní organizace založená v roce 1960. Posláním organizace je podpora prosperity a hospodářské spolupráce mezi jejími členy. Organizace vznikla jako protiváha k Evropskému hospodářskému společenství (dnešní Evropská unie) uzavřením Stockholmské smlouvy ze 4. ledna 1960, vedoucí zemí uskupení byla Velká Británie.
Evropská unie uzavřela s Evropským sdružením volného obchodu v Portu v roce 1992 smlouvu o vytvoření společného Evropského hospodářského prostoru. Účast Švýcarska odmítli ještě v roce 1992 jeho občané v referendu. Švýcarsko tak jako jediná země není součástí Evropského hospodářského prostoru a reguluje své hospodářské vztahy s Evropskou unií na základě řady bilaterálních smluv tak, že je součástí Evropského jednotného trhu podobně jako ostatní země ESVO.

## Členové
| Vlajka          | Stát            | Přistoupení      | Populace  | Rozloha (km²) | HDP v mil. USD (PPP) | HDP na obyvatele v USD (PPP) |
| --------------- | --------------- | ---------------- | --------- | ------------- | -------------------- | ---------------------------- |
| Island          | Island          | 1. ledna 1970    | 396 960   | 103 000       | 12,144               | 56 530                       |
| Lichtenštejnsko | Lichtenštejnsko | 1. ledna 1991    | 39 680    | 160,4         | 4,160                | 118,000                      |
| Norsko          | Norsko          | zakládající člen | 5 550 203 | 385 155       | 247,416              | 82 236                       |
| Švýcarsko       | Švýcarsko       | zakládající člen | 8 902 308 | 41 285        | 300,186              | 89 537                       |

## Bývalé členské státy
Zakládajícími členy byly Dánsko, Norsko, Portugalsko, Rakousko, Švédsko, Švýcarsko a Spojené království. V roce 1961 se jako přidružený člen připojilo Finsko (plným členem se stalo v roce 1986), v roce 1970 se přičlenil Island. V roce 1973 se Dánsko a Spojené království staly členy Evropského společenství, čímž přestaly být členy ESVO. Portugalsko podobně přechází do ES v roce 1986. V roce 1991 do ESVO vstoupilo Lichtenštejnsko (do té doby jeho zájmy zastupovalo Švýcarsko). V roce 1995 pak z ESVO do EU přestoupily Rakousko, Švédsko a Finsko.

## Generální tajemníci ESVO
- 1960–1965:  Frank E. Figgures
- 1965–1972:  Sir John Coulson
- 1972–1975:  Bengt Rabaeus
- 1976–1981:  Charles Müller
- 1981–1988:  Per Kleppe
- 1988–1994:  Georg Reisch
- 1994–2000:  Kjartan Jóhannsson
- 2000–2006:  William Rossier
- 2006–2012:  Kåre Bryn
- 2012–2018:  Kristinn F. Árnason
- 2018–současnost:  Henri Gétaz